# Castiarina subpura
Castiarina subpura es una especie de escarabajo del género Castiarina, familia Buprestidae. Fue descrita científicamente por Blackburn en 1903.